# پیش‌کمان

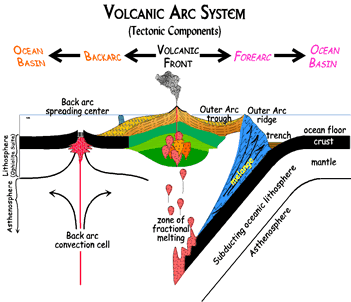

پیش‌کمان (انگلیسی: Forearc) اصطلاحی در زمین‌ساخت صفحه‌ای است و به منطقه‌ای میان یک درازگودال اقیانوسی (که منطقه فرورانش نیز نامیده می‌شود) و کمان آتشفشانی مرتبط با آن اشاره دارد. مناطق پیش‌کمانی در امتداد مرزهای همگرا وجود دارند و مانند نام خود، «در مقابل» کمان‌های آتشفشانی که ویژگی مشخص حاشیه‌های صفحه‌های همگرا هستند، تشکیل می‌شوند. منطقه پشت‌کمانی نیز به منطقه پشت کمان آتشفشانی گفته می‌شود.